# Themeda helferi
Themeda helferi är en gräsart som beskrevs av Eduard Hackel. Themeda helferi ingår i släktet Themeda och familjen gräs. Inga underarter finns listade i Catalogue of Life.